# Tin Moe
Tin Moe (Kan Myè Zagyan (Taungtha Township, Mandalay), 19 november 1933 - Los Angeles, 22 januari 2007) was een Myanmarees dichter van Bamarse etniciteit.

## Studie en literaire loopbaan
Zijn eerste scholing volgde hij in een boeddhistisch klooster en vervolgens aan een school in de plaats Yezagyo. Zijn reputatie ging hem voor toen hij voor zijn toelatingsexamen aan de Universiteit van Mandalay een essay schreef en daarmee bewondering afdwong bij de faculteitsleden. Tijdens zijn studie schreef hij gedichten voor het dagblad Ludu in Mandalay onder zijn pennaam Kan Myè Nan Myint Nwe.
Zijn eerste gedichten zijn beïnvloed door Min Thu Wun en Saya Zawgyi die pionierden in de nieuwe literaire beweging Hkit san (Tijden testen) toen ze nog aan de Universiteit van Rangoon studeerden. Ze inspireerden hem ook tot het schrijven van gedichten voor kinderen. Sommige van zijn gedichten verschenen later als kinderliedjes en werden opgenomen in schoolteksten.
In 1956 bundelde Moe zijn gedichten in een boek getiteld Hpan Mee Ain (De Lantaarn). Met dit boek won hij in 1959 de nationale literatuurprijs voor poëzie. Voor Ludu werd hij redacteur poëzie en hij werkte daarnaast als redacteur voor het tijdschrift Pei Hpu Hlwar.

## Politieke omwenteling
De politieke omwenteling in Birma van 1988, ook bekend onder de naam 8888 Uprising, betekende een keerpunt in het leven van Moe.
Hij reageerde met kritiek in gedichten als Sobs en New Pages door te verwijzen naar Thakin Kodaw Hmaing (1876-1964) wiens poëzie in het Britse koloniale tijdperk kruit was voor de Birmese onafhankelijkheidsbeweging. Een van zijn eerste gedichten uit die tijd was getiteld To Grandpa Thakin Kodaw Hmaing. In Sobs schreef hij bijvoorbeeld De bijen kunnen geen honing maken, de paddenstoelen kunnen niet scheuten.
Vanwege zijn actieve steun aan de pro-democratiebeweging werd Moe gearresteerd in 1991 en gedurende vier jaar gevangengehouden door het Birmese militaire regime. Zijn poëzie werd verboden, zijn talrijke boeken echter niet.

## Ballingschap
Na zijn vrijlating ging hij in ballingschap naar de Verenigde Staten. Hij woonde wereldwijd literaire bijeenkomsten bij, maar zou niet meer terugkeren naar zijn geboorteland.
In 2004 werd hij onderscheiden met een Prins Claus Prijs voor "voor de kwaliteit van zijn werk en voor zijn inzet om cultuur te behouden als bron van kracht, inspiratie en identiteit."

## Enkele gedichten
- 1963: Each With Its Own Beauty
- Na 1988: Sobs
- Na 1988: New Pages